# Благочестива Марта (фільм)
«Благочестива Марта» (рос. «Благочестивая Марта») — радянський двосерійний музичний комедійний телефільм, знятий на кіностудії «Ленфільм» режисером Яном Фрідом за мотивами однойменної комедії Тірсо де Моліни (1571—1648). Зйомки фільму проходили з квітня і до кінця літа 1980 року в павільйонах кіностудії «Ленфільм». Телевізійна прем'єра фільму відбулася 6 жовтня 1980 року.

## Сюжет
Іспанія, XVII століття. Два студента, Феліпе і Пастрано, які кинули обридлий університет, вирішують пошукати щастя в Мадриді. Феліпе закохується в донью Марту, яка вже посватана за друга її батька — старого капітана Урбіну. У Феліпе ж закохуються і Марта, і молодша сестра Лусія. Бажаючи захистити честь Марти, її брат Антоніо нападає на Феліпе, що співав біля їх будинку серенаду, і гине від його руки. Батько Марти дон Гомес каже у трупа сина, що вбивця буде схоплений і страчений. Марта використовує смерть брата, щоб відтягнути вінчання з Урбіною.
Урбіна запрошує Гомеса і його дочок в Ільєскас, де він нещодавно купив будинок. Там має бути свято і пройде корида. Там же ховається Феліпе, якого не залишив його друг Пастрано. Марті вдається зустрітися з Феліпе і поговорити з ним.
Під час кориди племінник Урбіни, поручик, падає з коня, і в бій втручається Феліпе, який вбиває бика. Виявляється, що поручик — це його друг дитинства, який лише нещодавно повернувся в Іспанію. Він любить Лусію. У розмові з'ясовується, що Урбина розбагатів за морем.
У будинку в Урбіни, після того, як Феліпе, що зховався у натовпі, заспівав свою пісню, Марта говорить, що недавно їй з'явилося небесне знамення і вона присягнулася зберігати невинність. У Мадриді вона зображує глибоку набожність, допомагає бідним, збирається відкрити для них лазарет. Їй вдається пустити Феліпе до себе в будинок під виглядом хворого студента Нібенімедо, який буде вчити її латині. Феліпе з обережності необхідно зображати кохання до впізнавшої його Лусії, яка і без того заплуталася в своїй любові до нього і до поручика.
Пастрано, вже другий раз прийшовши до Гомеса під ім'ям представника Севільської службової палати дона Хуана Утрадо, повідомляє, що вбивця пійманий, тому вже оголошений вирок і пропонує відправитися в Севілью. Гомес охоче погоджується, а Урбіна їде проводити його до Ільєскаса. Пастрано радісно каже Феліпе і Марті, що обоє старих через годину покинуть Мадрид, і це дозволяє їм спокійно обвінчатися. Але і його друг, і кохана друга не згодні на таке. Марта йде до капітана Урбіни і зізнається в своєму удаванні. Виявилося, що Урбіна розгадав її і сам відчуває себе винуватим, оскільки запал пристрасті підходить юності, а не старості. Підійшовшому Гомесу капітан пояснює, що Феліпе невинний у вбивстві, і обіцяє дати гарне придане обом сестрам. Феліпе говорить Гомесу, що, будучи почасти винен у смерті його сина, сам стане йому сином. Лусія виходить заміж за поручика, а Пастрано одружується на родичці Гомеса Інес, чого обидва давно вже хотіли.

## У ролях
- Маргарита Терехова —  донья Марта  (пісню виконувала — Олена Камінська)
- Еммануїл Віторган —  дон Феліпе  (пісні виконував — Макар Алпатов)
- Микола Караченцов —  Пастрано, друг дона Феліпе
- Світлана Тома —  донья Лусія, молодша сестра доньї Марти  (роль озвучила — Ірина Мазуркевич пісні виконувала  — Світлана Тома)
- Владислав Стржельчик —  дон Гомес, батько доньї Марти
- Катерина Райкіна —  донья Інес, тітка доньї Марти
- Павло Кадочников —  капітан Урбіна, наречений доньї Марти
- Олег Відов —  поручик, племінник капітана Урбіни
- Петро Кадочников —  дон Антоніо, брат доньї Марти

## Знімальна група
- Автори сценарію —  Михайло Донський,  Ян Фрід 
За мотивами однойменної комедії Тірсо де Моліни
- Режисер-постановник —  Ян Фрід
- Головний оператор —  Едуард Розовський
- Головний художник —  Семен Малкін
- Художник по костюмах —  Тетяна Острогорська
- Композитор —  Геннадій Гладков
- Звукооператор — Аліакпер Гасан-Заде